# Contea di Lachlan
La contea di Lachlan è una Local Government Area che si trova nel Nuovo Galles del Sud. Essa si estende su una superficie di 7.431 chilometri quadrati e ha una popolazione di 6.844 abitanti. La sede del consiglio si trova a Condobolin.